# Святоюрский процесс
Святою́рский проце́сс — судебный процесс над 39 коммунистами, в том числы над 26 участниками конференции представителей Коммунистической партии Польши и Коммунистической партии Восточной Галичины, которая происходила конспиративно 30 ноября 1921 года в одном из зданий собора Святого Юра во Львове (в помещении народной школы им. Бориса Гринченко). Судебный процесс был инспирирован польскими властями.
На протяжении нескольких недель было арестовано свыше 100 коммунистов. Святоюрский процесс происходил с 22 ноября 1922 до 11 января 1923 года перед судом присяжных (прокуратор — А. Гюртлер, председатель трибунала — К. Лайдлер).
Среди подсудимых было 22 украинца, 10 евреев, 6 поляков; главным обвиняемым был коммунистический посол польского сейма из Варшавы С. Круликовский. Подсудимых судили по статье 58 и 65 австрийского уголовного кодекса, то есть за государственную измену и за попытку отделения Восточной Галиции и присоединения её к СССР при помощи пропаганды коммунистических идей и подрывных антигосударственных действий. Подсудимый К. Циховский «произнёс пламенную речь, в которой разоблачил реакционное правительство, оккупировавшее украинские земли и поработившее украинский народ, и выразил горячие чувства симпатии к народам Западной Украины в их борьбе против оккупантов».
Подсудимых защищали 9 адвокатов, среди них Лев Ганкевич и Е. Давидяк. Обвиняемые использовали процесс для пропаганды коммунистических идей, Советского Союза и советского строя. Суд присяжных оправдал 29 лиц; 10 подсудимых (в том числе Й. Крилык, К. Циховский, С. Круликовский, Н. Хомина и др.) были лишены свободы на срок от 2 до 3 лет. Вскоре С. Круликовский, избранный во время суда послом сейма, был освобожден, а Й. Крилык выпущен под залог.

## Последствия
В годы сталинского террора главные обвиняемые процесса Круликовский, Циховский и Крилык были арестованы и расстреляны НКВД как «польские диверсанты».